# Ioria
Aiolia di Leo' (獅子座のアイオリア?, Reo no Aiolia),  Ioria nell'anime è un personaggio del manga e della serie anime e manga I Cavalieri dello zodiaco creata da Masami Kurumada.
È il Cavaliere d'oro della costellazione del Leone nel manga e anime classico di Saint Seiya nonché senpai del protagonista Seiya; è inoltre il protagonista del prequel non canonico I Cavalieri dello zodiaco - Episode G e co-protagonista del sequel non canonico Episode G Assassin, oltre che il personaggio principale della serie animata Saint Seiya - Soul of Gold ma appare, più o meno con parti brevi anche in altre opere come il sequel della manga classico Saint Seiya Next Dimension o lo spinoff Saintia Sho.
L'adattamento italiano del nome è stato utilizzato, oltre che nella serie animata, anche nella prima edizione italiana del manga classico, mentre nella seconda edizione di quest'ultimo e nell'edizione italiana di Episode G è stato ripristinato l'originale Aiolia del Leone.

## Creazione e concezione
Ioria fa la sua prima apparizione nel primo capitolo del manga e nelle intenzioni iniziali di Kurumada doveva semplicemente essere una "special guest"; successivamente l'autore lo reinventò come cavaliere d'oro quando decise che alcuni di essi sarebbero stati legati ai protagonisti.

Come per altri personaggi anche quello di Ioria è stato creato usando il metodo Osamu Tezuka, difatti il suo aspetto riprende quello del protagonista di un altro manga di Kurumada: Zaji di Raimei no Zaji.

Il nome originale del personaggio deriva invece dalla regione anatolica dell'Eolide o Eolia (in greco Αιολία, Aiolía), oppure dall'omonima isola mitologica dove risiedeva il dio Eolo (in greco Αἴολος, Aiolos, come il fratello del cavaliere), identificabile con Lipari.

## Il personaggio
Ioria compare fin dall'inizio senza rivelare la sua identità di cavaliere d'oro ma dimostrandosi subito come un guerriero nobile e magnanimo. Nell'anime appare molto legato alla maestra di Pegasus, Castalia dell'Aquila: ciò ha fatto nascere tra i fan l'idea che i due siano una coppia, poiché il cavaliere prende le parti della ragazza in varie occasioni (ad esempio quando Ioria salva Castalia, quando questa viene sconfitta da Tisifone), tuttavia questo aspetto è assente nel manga classico, dove l'interazione fra i due personaggi si ha quando Ioria si complimenta con lei per l'addestramento di Pegasus. Nella serie animata viene anche approfondito in un flashback il rapporto senpai-kohai che lo lega a Pegasus, a cui cerca sempre di dare forza.
Inizialmente il pensiero che il fratello fosse un traditore ne mina l'animo al punto che negli anni in cui cerca di riabilitarne il nome (nonostante tutto il Grande Tempio e gli stessi cavalieri d'oro suoi compagni lo guardassero con disprezzo) sviluppa un sentimento contrastante di amore e delusione nei suoi confronti arrivando ad avere un atteggiamento distaccato nei confronti del mondo esterno e dello stesso Grande Tempio, di cui sovente non rispetta le regole e gli atteggiamenti formali pur rimanendo comunque molto fedele. Sarà perciò molto riconoscente a Seiya e ad Atena per avere riabilitato il nome del fratello sconfiggendo Saga.
Come molti altri personaggi nel manga classico i capelli di Ioria sono biondi, ma nella serie animata data l'eccessiva preponderanza di toni giallo oro si è pensato di creare un contrasto maggiore fra i capelli del personaggio e la sua armatura, sebbene in questo caso si sia optato per un biondo più scuro.
 All'inizio di Episode G il ragazzo era solito tingersi i capelli di rosso, in modo da nascondere la sua eccessiva somiglianza con il fratello, tuttavia sebbene nelle copertine del manga di Okada Ioria continui ad avere i capelli rossi nella storia è tornato al suo colore naturale.
I poteri del personaggio si basano principalmente su attacchi alla velocità della luce nell'anime classico gli vengono attribuiti anche poteri taumaturgici che gli consentono di bloccare l'emorragia di Tisifone e di curare la gamba di Pegasus, assenti nella versione cartacea.

## Storia

### Serie classica
Ioria è il fratello minore del cavaliere d'oro Micene di Sagitter, che tutti credono un traditore. Proprio da Micene, per il quale provava un grande affetto oltre a una forte ammirazione, Ioria è stato addestrato al Grande Tempio di Atene per diventare un cavaliere di Atena.
Nel manga classico Ioria appare per la prima volta come spettatore nella lotta tra Seiya e Cassios, ma nell'anime lo fa testimoniando la lotta tra Castalia e Tisifone, Ioria interrompe la lotta quando Tisifone sconfigge Castalia e la salva prima che Tisifone la uccida.
Credendo fortemente che la volontà del Gran Sacerdote sia quella di Atena, di cui avrebbe dovuto essere il rappresentante, chiede l'incarico di sostituire Scorpio nella missione nella quale avrebbe dovuto punire Pegasus e i suoi amici, colpevoli di avere disobbedito al Grande Tempio, e quindi ad Atena stessa, recuperando anche l'elmo dell'armatura del Sagittario, trafugata anni prima. Lo scopo principale delle azioni di Ioria, oltre quello di dimostrare fedeltà alla Dea, è anche quello di rimediare agli errori del fratello, di cui sente le colpe ricadere su di sé.
Ioria incontra Pegasus nel fuori dall'ospedale in cui il ragazzo si sta curando, in Giappone. Ma Tisifone, giunta poco prima, fa da scudo con il suo corpo ai colpi lanciati dal Cavaliere del Leone. Il ragazzo, dispiaciuto per l'imprevista ferita causata alla donna e per l'idea di combattere contro il Cavaliere di Bronzo, per cui aveva sempre provato affetto e ammirazione, decide di rientrare al Grande Tempio, portando con sé Tisifone per farle avere le cure necessarie. Il Sacerdote però, non fidandosi del fratello di un traditore, aveva ordinato a Scorpio di farlo controllare, cosa che il Cavaliere fa inviando tre Cavalieri d'Argento in Giappone. Orione, Dedalus e Argetti iniziano ad attaccare Pegasus, dopo avere offeso Ioria, ritenendolo incapace di affrontare i Cavalieri di Bronzo. In aiuto di Pegasus giunge proprio l'Armatura d'Oro del Sagittario, che permette al ragazzo di sgominare facilmente i tre Cavalieri d'Argento. A quel punto Ioria, incuriosito dall'avvenimento e considerando Pegasus in grado di battersi con lui, posa a terra la Sacerdotessa dell'Ofiuco e inizia ad affrontare il ragazzo, fino all'arrivo di Lady Isabel che rivela a Ioria la vera storia di Micene. Ioria, sconvolto e allibito, arriva a colpire la donna con il sacro Leo (colpo bloccato poi da Pegasus) pur di sapere se è davvero Atena, ma alla fine capisce i suoi errori e ritorna con Tisifone al Grande Tempio.
Rientrato al Grande Tempio si reca dal Grande Sacerdote per affrontarlo apertamente, ma viene interrotto dall'arrivo del Cavaliere di Virgo, con il quale si scontra alla pari. Approfittando della concentrazione massima di entrambi Arles colpisce il Cavaliere del Leone con il Demone dell'Oscurità, facendolo cadere completamente sotto il suo controllo mentale.
L'unico modo per risvegliarsi è uccidere uno dei suoi avversari, e per questo si trova a combattere sanguinosamente contro Pegasus nella quinta Casa, nonostante il loro rapporto di amicizia; si risveglia solamente quando, alla morte di Cassios, Pegasus riesce a colpire Ioria, facendolo ridestare. 

Dopo la sconfitta di Gemini, Ioria appare quando dona il suo sangue per rigenerare l'armatura di Pegasus, distrutta durante lo scontro con Gemini.

Nella serie di Nettuno, Ioria appare solo nel momento in cui i Cavalieri d'Oro discutono su un loro eventuale intervento in sostegno dei Cavalieri di Bronzo. Tuttavia Dohko rivela ai cavalieri presenti al santuario di non intervenire e di custodire le dodici case del Grande Tempio. In questa occasione Ioria tenterà di disobbedire agli ordini di Dohko, ma verrà fermato da Mur che lo riporterà alla ragione.

### Saga di Hades
Nella serie di Hades sconfigge alcuni Specter della terra (precisamente ne uccide sei come rivela poco dopo a Sirio), tra cui Raimi di Worm. Lo scontro vede Ioria in vantaggio sull'avversario, che nonostante sia inferiore al Cavaliere d'Oro continua a combatterlo. Alla fine Ioria uccide l'avversario con il Lightning Plasma. In questa occasione capisce che Gemini, Aquarius e Capricorn hanno oltrepassato la sua casa travestiti da comuni Spectre. Ioria, in seguito, viene poi sconfitto da Rhadamante per causa della barriera che circonda il castello di Hades, che indebolisce il cosmo dei Cavalieri.
Ritornerà davanti al Muro del pianto, dopo essere stato aiutato da Atena, insieme a Mur e Scorpio, e si produrrà nel sacrificio necessario ad aprire una breccia in esso

### Saint Seiya Next Dimension
Aiolia appare in un cameo in Saint Seiya Next Dimension, sequel del manga originale, dove, insieme agli altri undici Cavalieri d'oro, sotto forma di spirito aiuta Atena a uscire da una distorsione spazio-temporale. Verrà poi più volte citato nel 18º secolo da Shun di Andromeda e Ikki di Phoenix, è durante il duello tra il suo predecessore Kaiser del Leone e Ikki, verrà rivelato che il successore di Aiolia come Gold Saint del Leone dovrebbe essere Ikki.

### Episode G

Ioria nella copertina di un volume del manga Episode G.

Nel prologo I Cavalieri dello zodiaco - Episode G, ambientato nel 1979, sei anni dopo il tradimento di Micene, il giovane Ioria è il protagonista indiscusso nella lotta contro i Titani e Crono nel loro attacco al Santuario. Il suo ruolo centrale è dovuto anche al suo predominio sul fulmine, unica arma capace di sciogliere i sigilli di Zeus e di uccidere i Titani. Proprio per questo motivo nei primi capitoli del manga sia Ponto che Crono si riferiscono a lui chiamandolo "l'uomo del malaugurio", pilotando (con l'aiuto di Gemini) gli eventi affinché Ioria liberi il corpo e l'arma del re dei titani, nascosti al Grande Tempio, dai fulmini che costituiscono il sigillo di Zeus. In questa serie Ioria ha un servitore di nome Galan, vecchio amico del fratello Micene, e una sorellina adottiva di nome Lythos, un'orfana di cui ha scelto di prendersi cura accogliendola nella Casa del Leone e a cui è molto affezionato.

#### Volume 0: La storia di Aiolos
Nel prequel alle vicende di Episode G Ioria ha il ruolo di co-protagonista insieme al fratello Micene e all'archeologa giapponese Miko Hasegawa. In questa storia viene ritratto come un bambino di circa quattro anni, in grado comunque di sapere già utilizzare il Cosmo per attaccare, oltre a sapere parlare (oltre al greco) inglese e giapponese.

### Saint Seiya: Soul of Gold
Nella serie ONA Saint Seiya: Soul of Gold, i Cavalieri d'Oro ritornano in vita dopo la distruzione del Muro del pianto nei territori di Asgard, trasformati in Einherjar. Ioria qui incontra la giovane Lythia, dama di compagnia di Hilda di Polaris che gli chiede il suo aiuto per smascherare gli intrighi del nuovo celebrante di Odino Andreas Liese, e per questo ricercata dai soldati del regno.
Il Cavaliere, inizialmente deciso a tornare al Grande Tempio, soccorre poi la giovane dal Cavaliere di Asgard Frodi di Gullinbrusti, trasformando temporaneamente la sua Sacra Armatura d'Oro in Armatura Divina.
Dopo avere appreso da un messaggio di Micene che la chiave della loro rinascita è legata all'Yggdrasil risvegliato da Andreas, Ioria decide di aiutare Lithia e di andare in cerca degli altri Cavalieri d'Oro.
Nello scontro finale della serie Aiolia e i suoi compagni Gold Saint si scontreranno contro il dio nordico Loki (I Cavalieri dello zodiaco) per salvare Asgard e riusciranno a sconfiggerlo.
In questa serie Aiolia riuscirà a fare evolvere la sua Gold Cloth, in God Gold Cloth, cioè un'armatura divina.

### Episodio Zero-Saint Seiya Final Edition
Nell'edizione finale del manga di Saint Seiya la Saint Seiya Final Edition, Aiolia appare brevemente anche nel capitolo Episodio 0(che fa da prequel agli avvenimenti successivi), ambientato circa 13 anni prima degli eventi della battaglia alle 12 case dello zodiaco. Qui un giovanissimo Aiolia del Leone con addosso l'armatura d'oro, è in cima al Santuario di Atena insieme agl'altri 11 Gold Saint, è viene inviato dal Gran Sacerdote Shion, in un viaggio in giro per il mondo, in modo che Aiolia faccia esperienza di vita, poiché 9 Gold Saint essendo molto giovani hanno poca esperienza, è così Aiolia(è anche altri 8 giovani Gold Saint) parte per questo viaggio in giro per il mondo.

## Armatura
La sacra armatura di Leo possiede un elmo che riproduce con le sue placche a spirale la criniera del leone; nel centro è decorato con una grossa gemma verde romboidale e lascia invece scoperto il cranio del cavaliere. Tutti i pezzi dell'armatura sono bordati da motivi in oro più scuro; il collare lascia scoperta la gola, le spalliere semplici ma vistose e il blocco centrale fanno risaltare i maestosi pettorali decorati con fregi; la cintura è impreziosita da una gemma verde. Bracciali, schinieri e ginocchiere sono elaborati e snodati con placche giustapposte. Le protezioni per i piedi sagomano questi ultimi, elevandoli con tacchi sotto il tallone.

## Colpi
- Zanna del Leone ( ライトニング・ボルト?, Raitoningu Boruto, Lightning Bolt, lett. "Fulmine")[32]: un pugno portato alla velocità della luce in cui sono concentrati i fulmini di Ioria. Questo colpo è molto potente essendovi concentrati i potentissimi fulmini del Cavaliere di Leo.
- Per il Sacro Leo  (ライトニング・プラズマ?, Raitoningu Purazuma, Lightning Plasma)[32]: Ioria protende la mano in avanti e scaglia numerosi pugni alla velocità della luce che colpiscono il bersaglio senza lasciare scampo. Nel manga classico Aiolia dice che, usando questa tecnica, colpisce l'avversario con 100 milioni di pugni in un secondo.[8]
- Urlo di Atena (アテナ・エクスクラメーション?, Atena Ekusukuramēshon, Athena Exclamation): tecnica utilizzabile solo da tre cavalieri d'oro contemporaneamente che consiste in una gigantesca esplosione di energia dalla potenza simile a quella del Big Bang; per la sua pericolosità questo colpo è stato proibito da Atena, pertanto può essere utilizzato solo con il consenso della stessa, poiché è un colpo dall'alto potere distruttivo. Addirittura si dice che chi la usa senza il permesso di Atena, perde il titolo di Saint. Ioria la utilizza insieme a Milo e Mu contro i redivivi Saga, Shura e Camus nella serie di Hades[33].

In Episode G Ioria utilizza anche altre due tecniche:
- Lightning Fang (lett. "Zanne di fulmini"): un pugno d'energia che va a conficcarsi nel terreno per poi attaccare dal basso i nemici avvolgendoli in fasci di luce simili a zanne. Dovendo attraversare il terreno anziché l'aria la velocità del colpo è notevolmente inferiore a quella dei precedenti.
- Photon Burst (lett. "Scarica di fotoni"): colpo potentissimo che il Cavaliere del Leone si è auto-proibito a causa del lungo periodo di preparazione e delle pesanti conseguenze fisiche che comporta e che ha ideato per proteggere il fratello. Ioria riesce a concretizzare i fotoni che compongono la luce in vere e proprie stelle in miniatura che crescono di intensità e poi penetrano nel corpo del nemico (malgrado l'armatura da lui indossata) in modo da disintegrarlo dall'interno. Successivamente alla prima apparizione il colpo viene suddiviso in quattro fasi: Photon Invoke, in cui il Cavaliere espande al massimo il suo cosmo; Cosmos Open, quando lo concretizza nell'ambiente circostante creando diverse stelle luminose; Photon Drive, quando le stelle si dirigono contro l'avversario superandone l'armatura e penetrando nel suo corpo senza possibilità di evitarle; Photon Burst, quando le stelle esplodono distruggendo l'avversario.

## Altri media
Nel cd drama di Episode G Ioria è doppiato da Hiro Shimono. Nel manga I Cavalieri dello Zodiaco Saintia Sho-Le sacre guerriere di Atena di Chimaki Kuori Ioria fa delle piccole comparse, mentre precedentemente sia l'autrice dello spin-off I Cavalieri dello zodiaco - The Lost Canvas - Il mito di Ade (2006-2011) Shiori Teshirogi che lo stesso Kurumada nel suo sequel diretto del manga del 1986 Saint Seiya: Next Dimension - Myth of Hades (2006-in corso) hanno ripreso l'aspetto del personaggio di Ioria per i loro rispettivi nuovi Cavalieri del Leone.
Aiolia appare in un cameo in Saint Seiya Next Dimension, sequel del manga originale di Saint Seiya. Lì, insieme agli altri undici gold saint sotto forma di spirito, aiuta Atena a uscire da una distorsione spazio-temporale.
Sempre in Next Dimension viene affermato che il predecessore di Aiolia, cioè Kaiser di Leo, usa le stesse tecniche del suo successore e ha anche un carattere simile al suo.
Ioria è inoltre apparso in tutti i videogiochi ispirati alla serie (a eccezione di Saint Seiya Ω: Ultimate Cosmo), sebbene sia un personaggio giocabile solo a partire dal picchiaduro a incontri I Cavalieri dello zodiaco - Il Santuario del 2005 per Playstation 2.

### Film
La prima apparizione cinematografica di Ioria è una breve comparsa anche nel film L'ultima battaglia del 1989, dove viene atterrato all'inizio dai demoni di Lucifero, per poi risollevarsi solo nel finale per dare il suo Cosmo a Pegasus. Successivamente è apparso in una sequenza de Le porte del paradiso del 2004, quando il suo spirito viene sigillato con quello degli altri Cavalieri d'Oro.
Nel film I Cavalieri dello zodiaco: La leggenda del Grande Tempio del 2013 si presenta come un uomo con i capelli di colore biondo cenere e con gli occhi blu e porta un piercing sul lato sinistro del labbro inferiore. L'armatura è simile alla versione cartacea, tuttavia ha due zaffiri sui pettorali, facendo vagamente ricordare il volto di un leone, così come l'elmo; agganciati alla cintura ci sono tre teli grigi che sembrano ricordare la chioma di un leone. 
Nel film le azioni di Ioria divergono in parte da quelle del manga: compare alla residenza di Lady Isabel davanti ai Cavalieri di bronzo con lo scopo di prendere l'armatura del Sagittario di suo fratello Micene e la vita della ragazza stessa che considera un'usurpatrice del nome della dea Atena, fermandosi solo quando vede il cosmo della ragazza andando via solo l'armatura del Sagittario. Successivamente viene soggiogato dal potere del Grande Sacerdote, venendo poi affrontato da Pegasus e Andromeda alla Quinta Casa per poi essere liberato dall'intervento di Virgo. Dopo avere raccontato la verità ai suoi compagni si scontra con essi contro una statua animata da Gemini. Nel finale, dopo la sconfitta del Cavaliere dei Gemelli, appare con gli altri Cavalieri d'Oro al fianco della dea Atena.

## Merchandising
L'immagine di Ioria o la sua armatura appaiono nei vari prodotti di merchandising, come card e modellini (esempio quelli della serie Myth Cloth), basati principalmente sulla sua versione della serie classica. Nella versione Episode G appare nelle carte dei tarocchi ispirate a questo manga il personaggio viene associato all'Arcano VIII, la Forza.